# Roberto Antonio Japim de Andrade
Roberto Antonio Japim de Andrade (São Paulo, 31 de outubro de 1956), é um médico, político brasileiro e atual prefeito de Campo Limpo Paulista. É filiado desde 2016 ao PROS, partido pelo qual concorreu nas eleições municipais de 2016. Anteriormente foi filiado ao PT.

## Vida Política
Japim de Andrade concorre pela primeira vez ao cargo de vereador, nas eleições municipais de 1996 pelo PSDB e não consegue se eleger.
No ano de 2012, Dr. Japim concorre novamente a prefeitura de Campo Limpo Paulista pelo Partido dos Trabalhadores (PT), obteve 31,55% dos votos válidos e não conseguiu se eleger, terminando a eleição na segunda colocação, atrás do prefeito eleito José Roberto de Assis.
Em 2016 troca o Partido dos Trabalhadores (PT) para concorrer a prefeito pelo Partido Republicano da Ordem Social (PROS).
Nas eleições municipais de 2016 se torna prefeito de Campo Limpo Paulista pelo PROS, eleito com 31,93% dos votos válidos, vencendo por uma diferença de 12 votos do segundo colocado, Luiz Antonio Braz (Ex-prefeito da cidade).
Uma das primeiras ações do prefeito Japim de Andrade foi assumir a administração do Hospital de Clínicas de Campo Limpo Paulista, rescindindo o contrato com a FENAESC que prestava todos os serviços terceirizados de administração do hospital.